# Burey-en-Vaux
Burey-en-Vaux település Franciaországban, Meuse megyében. Lakosainak száma 157 fő (2022. január 1.). Burey-en-Vaux Badonvilliers-Gérauvilliers, Épiez-sur-Meuse, Maxey-sur-Vaise, Montigny-lès-Vaucouleurs, Neuville-lès-Vaucouleurs és Sepvigny községekkel határos.

## Népesség
A település népességének változása:
| Lakosok száma | 164  | 135  | 133  | 127  | 147  | 152  | 154  | 152  | 152  | 157  |
|               | 1968 | 1982 | 1990 | 2006 | 2013 | 2015 | 2017 | 2019 | 2020 | 2022 |